# Jean-Claude Schmitt
Jean-Claude Schmitt (n. Colmar; 4 de marzo de 1946) es un medievalista francés.

## Trayectoria
Schmitt fue alumno de Jacques Le Goff. Está especializado en la vida y la cultura religiosas de Europa y estudia aspectos socioculturales de la historia del Medievo en Occidente. 
Schmitt ha tratado de corregir la tendencia, entre los medievalistas del pasado, a elegir las élites (reyes, nobleza, papas, etc.) o las instituciones políticas (feudalismo, etc.) en un tipo de historia narrativa que excluía a las clases más bajas, que obviamente eran el grueso de la población. Con su modo de interpretar la historia, basado en la antropología y en la historia del arte, ha logrado importantes contribuciones en esta historiografía sobre los orígenes de Occidente.
Ha trabajado sobre cultura religiosa, sobre los gestos, sobre las supersticiones (y la idea misma de superstición), sobre el temor a los aparecidos en ese tiempo, entre otros aspectos, así como sobre la idea misma de imagen‚ aplicada al mundo medieval. Temas como superstición, la herejía, el culto de los santos, la oración, la visión spiritual y los sueños han sido ilustrados gracias a su perspectiva. 
Schmitt es director de Estudios de la École des Hautes Études en Sciences Sociales y, por otro lado, dirige una sociedad de historiadores denominada Groupe d'Anthropologie Historique de l'Occident Médiéval. 
Además de sus trabajos personales (que empezaron a tener mayor eco con La Raison des gestes dans l’Occident médiéval o Les Revenants), ha firmado obras colectivas con Jacques Le Goff y Giovanni Levi.